# Николо ди Сер Соцо
Николò ди Сер Сòцо (на италиански: Niccolo di Ser Sozzo; * в Сиена, Сиенска република, † 1363, пак там) е италиански художник и миниатюрист от Сиенската школа,документиран в Сиена от 1348 г. и представител на италианското Треченто.

## Произход
Произходът на Николо ди Сер Соцо остава неясен. Според едни документи той би могъл да е син на сиенския нотариус сер Соцо ди Франческо Телиячи, а според други - на художника-миниатюрист сер Соцо ди Стефано, чиито произведения са неизвестни. През 1348 г. неговото име за първи път се появява в сиенските документи в качеството на длъжник на Сиенската комуна, а през 1363 г. – в сиенската „Книга на художниците“: „Погребан е в „Сан Доменико“ в Сиена на 15 юни 1363 г.“.
Николо е един от водещите художници на панели и миниатюристи, работещи в Сиена в средата на 14 век. Неговият стил е най-близък до този на Липо Вани и някогашния му сътрудник Лука ди Томе и в крайна сметка зависи от традицията на Симоне Мартини и особено на братята Пиетро и Амброджо Лоренцети, в чиято работилница може би е чиракувал.

## Творчество
Сега са известни две произведения, на които стоят подписите на Николо ди Сер Соцо:
- Миниатюра „Успение Богородично“– неговата най-известна и най-ранна документирана творба. Тя е предната корица на Сиенската книга за регистрация на земя и собственост, известна като Кодекс „Калефо“ (ок. 1334 г.), която сега се намира в Държавния архив в Сиена. Тя е подписана на латински с „Nicholaus, Ser Sozzi de Senis me pinxit“ („Николо ди Сер Соцо от Сиена ме нарисува“). Мадоната с Младенеца и четири светии,  1362 г. Сиена, Пинакотека.
- Полиптих „Мадоната с Младенеца и четири светии“ (1362 г.) от Пинакотеката на Сиена, на който освен подписа на Николо стои и подписа на Лука ди Томе, което означава, че този полиптих те създават в съавторство. Николо е по-стар от Лука, и повечето изследователи считат, че в съвместната работа на него е принадлежала водещата роля. Този полиптих демонстрира по-късния стил на художника.

Освен тези 2 произведения на Николо се приписват още няколко миниатюри в ръкописи, в частност – миниатюри от известната книга на хоралите „Corale delle Solennita“ от Сан Джиминяно, а така също и няколко кавалетни картини. Сред няколкото картини, приписвани на неговата ръка, е разчленен Полиптих в Градската пинакотека на Сан Джиминяно, първоначално намиращ се в близката църква на Монтеоливето, също включващ „Успение Богородично“. Също близо до Сан Джиминяно, в църквата „Сан Антонио“ в град Поджибонси, някога се е съхранявала „Богородица с Младенеца“, която сега е в Галерия „Уфици“ във Флоренция, а „Мадоната с Младенеца с два ангела и двама светии“ е в Пинакотеката в Сиена. Музеят „Пол Гети“ в Лос Анджелис притежава фрагмент от една от най-големите му творби, изобразяваща „Богородица с Младенеца с два ангела". Друг от панелите на Николо, представящи Богородица с Младенеца пред почетен балдахин, е в частна колекция в Милано.
Николо е най-известен като миниатюрист. В допълнение към неговото „Успение Богородично“ от Кодекс „Калефо“ в архивите на Сиена, в библиотеката на този град, се съхранява Антифонарий с четири негови илюстрирации: Богородица с Младенеца, Въведение, Кръщение, Възкресение на мъртвите. В Музея за свещено изкуство в Сан Джиминяно се пази сборник за хорове (Graduale LXVIII) с редица исторически инициали, приписвани на Николо: Поклонение на влъхвите, Представяне на Петдесетница, Троица, Успение Богородично, Св. Геминиан Моденски, обожаван от петима монаси, Св. Геминиан Моденски на трон. Фондация „Чини" във Венеция има фино изрязване с Благовещение. Миниатюрите му се намират и в американски колекции. Сред тях са инициал на страница на Антифонарий в Музея на Нюарк, показващ още едно „Успение Богородично“, изрезка от книга за хорове, изобразяваща две светици в Музея на изкуствата в Кливланд, Възнесение в инициала V, изрязан от Антифонарий, който сега се намира в Музей „Метрополитън“ в Ню Йорк, „Възкресение“ на страница с градуал (Plimpton MS040F) в Библиотеката за редки книги и ръкописи на Колумбийския университет, единадесет инициала (четири исторически и седем илюстровани) на страниците на Антифонарий от Колекция „Джолин“, която сега се намира в библиотеката на Колеж „Барнард“ на Колумбийския университет. Четирите исторически инициала от Колекция „Джолин“ изобразяват Освещаването на хостията, Стигматите на св. Франциск, наблюдавани от брат Лео, Смъртта на св. Франциск и Св. Антоний, държащ книга. Отделът за редки книги на Безплатната библиотека на Филаделфия разполага с изрязване на Троицата (Lewis  ЕМ 025:05), което датира от 1345 – 1350 г., и страница от градуал с инициал с Христос като Човека на скръбта (Lewis  ЕМ 069 :09). Изрязване със Свети Йоан Кръстител в Мичиганския музей на изкуствата също може да е от ръката на Николо. Страници от мисал в Колумбия, Южна Каролина, съдържат два исторически инициала с „Клането на невинните“ и „Ангел, който се явява на Свети Йосиф“.
В миниатюрите Николо ди Сер Соцо се усеща влияние на флорентинската живопис, докато неговите кавалетни произведения са по сиенски консервативни. Тези творби са продължение на традицията, идваща още от Симоне Мартини. 